# Diphasia attenuata
Diphasia attenuata is een hydroïdpoliep uit de familie Sertulariidae. De poliep komt uit het geslacht Diphasia. Diphasia attenuata werd in 1866 voor het eerst wetenschappelijk beschreven door Hincks.

## Beschrijving
De hoofdstam van Diphasia attenuata is recht maar niet zo robuust als die van Diphasia alata. Soms is hij verlengd en vormt een lange dunne rank die zich aan de top verdeelt in twee korte, verdikte uitsteeksels. De zijtakken zijn afwisselend en ondersteunen tegengesteld gepaarde hydrothecae. De hydrothecae zijn ongeveer de helft van hun lengte aan de zijtakken bevestigd. Ze zijn buisvormig en buigen vanaf de zijtak in een vlak onder een hoek van ongeveer 45 graden naar buiten. De buitenrand van de hydrotheca is glad en aan de binnenzijde is er een inkeping en de operculaire flap sluit hieraan aan. Kolonies meestal 40-50 mm groot. Dit is een kleinere Diphasia-soort en wordt hoogstwaarschijnlijk verward met Diphasia rosacea of Diphasia fallax.

## Verspreiding
Diphasia attenuata komt voor in het oostelijk Atlantisch gebied van de Azoren tot Zuid-Zweden. Het is gerapporteerd vanuit verspreide plaatsen rondom de Britse Eilanden, maar lijkt vaker voor te komen aan de zuidwestkust. Deze hydroïdpoliep groeit vaak op de stengels van andere hydroïdpoliepen, en de ranken worden waarschijnlijk gebruikt om de hechting te verstevigen.